# Oberea hanoiensis
Oberea hanoiensis är en skalbaggsart som beskrevs av Maurice Pic 1923. Oberea hanoiensis ingår i släktet Oberea och familjen långhorningar. Inga underarter finns listade i Catalogue of Life.